# 小牛田山金太郎
小牛田山 金太郎（こごたやま きんたろう、1893年1月26日 - 1964年2月15日）は、宮城県遠田郡小牛田町出身で伊勢ノ海部屋に所属した大相撲力士。本名は佐々木 金太郎。165cm、83kg。最高位は東前頭2枚目。

## 経歴
1913年1月初土俵、1918年5月十両昇進。1919年5月新入幕し、1923年5月に廃業した。小兵ながら稽古熱心で、渡し込みや足取り等の奇手を多用し、10年で前頭2枚目まで進んだ。親思いの力士で、廃業後は両親と共に農業に従事した。

## 成績
- 幕内8場所25勝44敗1預
- 通算22場所43勝48敗1預[3]

### 場所別成績
| 1913年 （大正2年） | （前相撲）           | （前相撲）            |
| 1914年 （大正3年） | 東序ノ口7枚目 –      | 西序二段38枚目 –      |
| 1915年 （大正4年） | 西三段目58枚目 –     | 西三段目37枚目 –      |
| 1916年 （大正5年） | 西幕下65枚目 –       | 西幕下32枚目 –        |
| 1917年 （大正6年） | 東幕下10枚目 2–3     | 東幕下21枚目 –        |
| 1918年 （大正7年） | 東幕下12枚目 4–1     | 東十両8枚目 3–2       |
| 1919年 （大正8年） | 東十両4枚目 5–2      | 西前頭16枚目 6–4      |
| 1920年 （大正9年） | 西前頭10枚目 5–4 1預 | 東前頭6枚目 7–3       |
| 1921年 （大正10年） | 東前頭2枚目 4–6      | 西前頭9枚目 5–5       |
| 1922年 （大正11年） | 西前頭7枚目 2–8      | 東前頭13枚目 2–8      |
| 1923年 （大正12年） | 西前頭17枚目 4–6     | 東十両筆頭 引退 0–0–0 |
| 各欄の数字は、「勝ち-負け-休場」を示す。 優勝 引退 休場 十両 幕下 三賞：敢=敢闘賞、殊=殊勲賞、技=技能賞 その他：★=金星 番付階級：幕内 - 十両 - 幕下 - 三段目 - 序二段 - 序ノ口 幕内序列：横綱 - 大関 - 関脇 - 小結 - 前頭（「#数字」は各位内の序列） |                      |                       |

- 幕下以下の地位は小島貞二コレクションの番付実物画像による。

## 改名
改名歴なし